# Ghlin
Pour les articles ayant des titres homophones, voir Glain.
Ghlin est une section de la ville belge de Mons, située en Région wallonne dans la province de Hainaut.
C'était une commune à part entière avant qu'elle ne fusionne le 1er janvier 1972 avec Mons.

## Toponymie

### Attestations anciennes
Gelliniacum (947), Geslin (± 1175 ; 1185), Gellin (1179-80 ; 1180 ; ±1191 ; 1220), Gelin (1189 ?), Gerlin (1220), Gellyn (1220) .

### Étymologie
Deux hypothèses existent quant à l'origine du nom du village :
- Gelliniacum serait formé du bas latin *gallinum « basse-cour » (du latin gallina « poule ») et du suffixe -iacum et signifierait donc « à la basse-cour » ;
- Gelliniacum serait formé de l'anthroponyme gallo-romain Gallinius et du suffixe -iacum et signifierait donc « propriété des Gallinius ».

## Géographie
Ghlin, situé au nord-ouest de la commune de Mons, est limitrophe d'Erbisœul, Nimy, Mons (section de commune), Jemappes et Baudour. C'est la plus étendue des dix-neuf sections de commune qui constituent désormais la ville de Mons.
Bordée de bois au nord, la localité sert de transition entre le Borinage proprement dit, de tradition industrielle, et le pays agricole de Lens. Elle fait partie de la région naturelle appelée Campine hennuyère.
Le canal Nimy-Blaton-Péronnes traverse la localité.

## Évolution démographique
- Sources : INS, Rem. : 1831 jusqu'en 1970 = recensements, 1976 = nombre d'habitants au 31 décembre.

## Histoire
La localité est d’origine fort ancienne. Le site semble avoir été occupé dès avant l’occupation romaine : sur son territoire, furent découverts des armes et des instruments de silex, une pierre celtique, des objets de l’âge du bronze et des vestiges de l'époque franque (nécropole à mobilier mérovingienne),.
En 973, l’empereur Otton Ier dit le Grand (912-973) donna à l’abbaye de Crespin cinq manses de terre situées dans ce village (Reg.Imp.II., 560).  La seigneurie de Ghlin, après avoir appartenu à des seigneurs de la famille de Condé, resta, à partir de 1385, dans la famille d'Enghien, branche des seigneurs d’Havré, châtelains de Mons. Vers le centre du village, se trouvait la seigneurie de Milfort : elle était tenue en fief lige de Sa Majesté et consistait en droits seigneuriaux. Lors de la suppression de la féodalité, en 1794, cette seigneurie était possédée par Pierre-Félix Maure, comte de Vinchant de Milfort, seigneur de la Haye, etc.
Le château de la Motte était situé dans la circonscription du fief. Ce château, ses dépendances, ses jardins, quelques parties de prés, de pâtures et d’aulnaies et un bon nombre de parties de terre situées en dehors de cette circonscription, mais toujours sur le territoire de Ghlin, formaient un fief distinct portant le nom de fief de la Motte. Robert, avoué d’Arras, sire de Béthune et de Termonde et Isabeau de Condé, seigneur de Morialmé et de Ghlin, firent donation à la commune de Ghlin de tous les waressais (terrains vagues) et pâturages sur lesquels s’exerçait un droit d’usage, moyennant la reconnaissance d’un chapon à payer au seigneur et une rente de 11 livres aux pauvres.
En 1566 des prêches protestantes eurent lieu à Ghlin.
Avant la fusion des communes de 1972, la richesse de la commune provenait de son charbonnage (exploité de 1875 à 1921) et de l’exploitation de ses ressources forestières. Aujourd’hui, la commune abrite un important zoning industriel (le premier créé en Belgique) qu’il partage avec Baudour (Saint-Ghislain) et Tertre (Saint-Ghislain).

## Armoiries
Les armes de Ghlin se blasonnent : Écartelé, aux I et IV d'argent à trois doloires de gueules ; aux II et III d'argent à trois fasces de gueules (Arrêté royal du 18 mars 1914).
Elles dérivent des armes de la famille de Croÿ et de Renty.

## Liste des maires, mayeurs et bourgmestres de 1811 à 1971
- 1811-1815 : Charles Dubois (maire)
- 1815-1825 : M. Demarbaix (mayeur)
- 1825-1826 : M. Gigault (mayeur)
- 1826-1830 : Florent Honnorez
- 1830-1836 : Simeon Marlier
- 1836-1848 : Gaspard Fontaine
- 1848-1860 : François Piron
- 1860-1866 : Louis Huet
- 1866-1878 : chevalier, puis comte Adolphe de Bousies
- 1878-1885 : Charles Piron
- 1885-1895 : Modeste Delaunois
- 1896-1899 : Pierre-Joseph Leclercq
- 1900-1916 : baron Alfred Bonaert
- 1916-1921 : Fernand Piron
- 1921-1938 : Charles Bourgeois
- 1939-1940 : Edouard Blanchart
- 1942-1944 : M. Jonckeer
- 1944-1947 : Edouard Blanchart
- 1947-1953 : Fernand Martinage
- 1953-1959 : Émile Limauge
- 1959-1965 : Clovis Ernest Dufour
- 1965-1966 : Fernand Cousin
- 1966-1971 : René Wattiez

## Patrimoine et culture

### Monuments

#### Église Saint-Martin
L'église paroissiale, consacrée à saint Martin, est un bâtiment néo-gothique en forme de croix, en pierres et en briques, construit de 1877 à 1878 à partir des plans de l'architecte C. Muller. L'inauguration, présidée par le gouverneur de la province, Joseph de Riquet de Caraman, eut lieu le 19 février 1878. L'édifice actuel succède à une autre église datant du XVIIIe siècle.
Le tympan du portail, en pierre tendre, représente un agneau crucifère et vexillifère. Il a peut-être été réalisé à partir des plans de Jean-Baptiste Bethune.
Les fonts baptismaux en pierre calcaire et de style gothique datent du XVe ou du XVIe siècle. La croix triomphale en chêne, au-dessus du chœur, remonte à la charnière des XVe et XVIe siècles. Un des confessionnaux, de la première moitié du XVIIe siècle, provient de l'ancien couvent des dominicains de Mons.
Plusieurs autres pièces du mobilier de l'église, dont l'autel majeur, ont été réalisées par les ateliers de l'école Saint-Luc.

#### Chapelle Notre-Dame du Moulineau

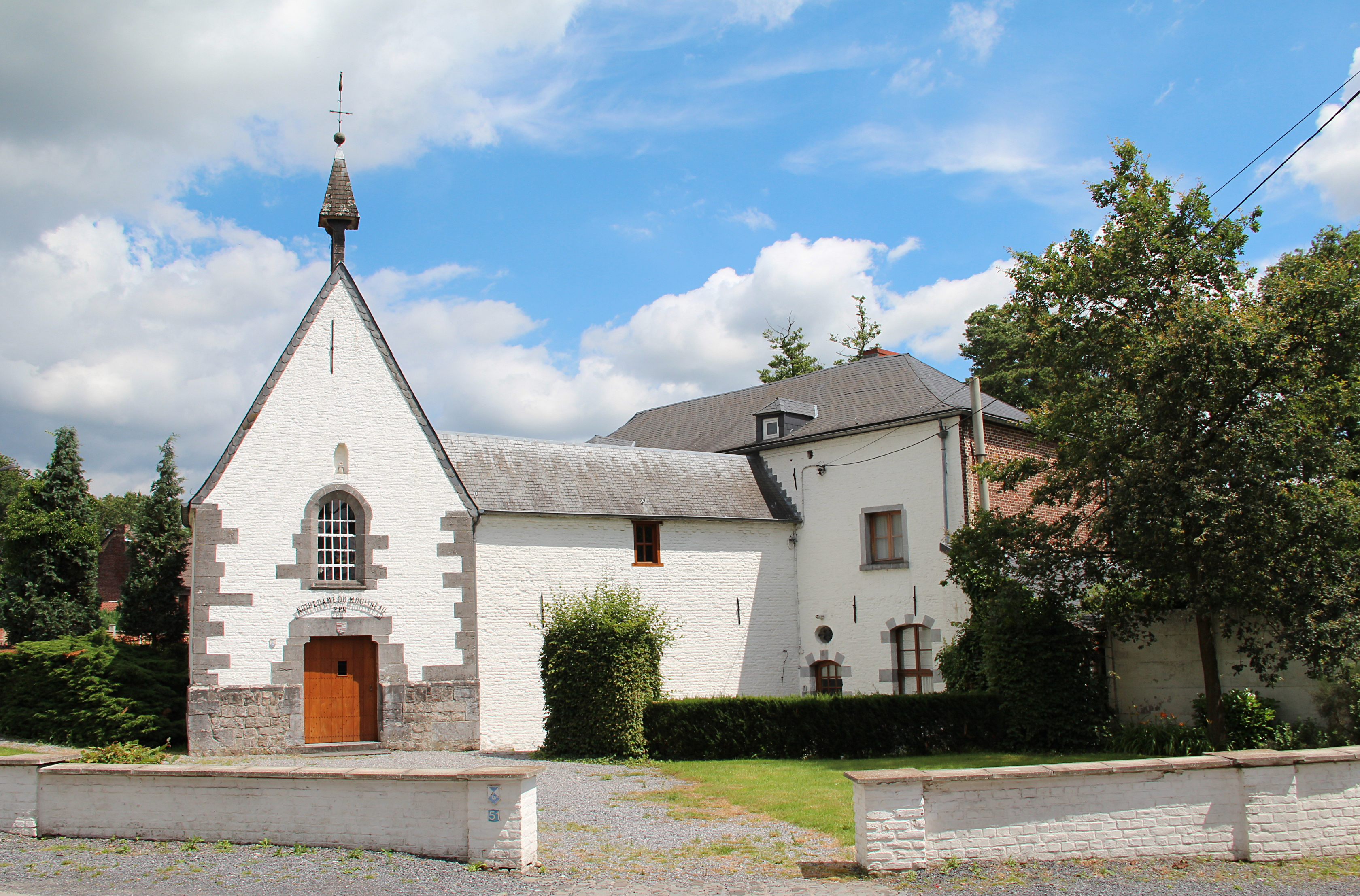
Chapelle Notre-Dame de Moulineau (XVIe siècle).

Au XVe siècle, un ermite, installé à l'orée du bois de Ghlin, apporta une effigie de la Vierge, initiant ainsi un culte.
La chapelle, édifiée au XVIe siècle, a pris le nom de Moulineau (ou Mouligneau) car elle se trouvait à proximité d'un ruisseau où se trouvait un moulin (Mouligneau = Moulin à Eau). C'est un bâtiment de style gothique en pierre et briques chaulées.
La chapelle abrite un bas-relief en albâtre représentant la mise au tombeau du Christ. À l'origine polychrome, la sculpture, datant du milieu du XVe siècle, provient de Nottingham.
L'édifice et le site environnant ont été classés le 17 mars 1977.

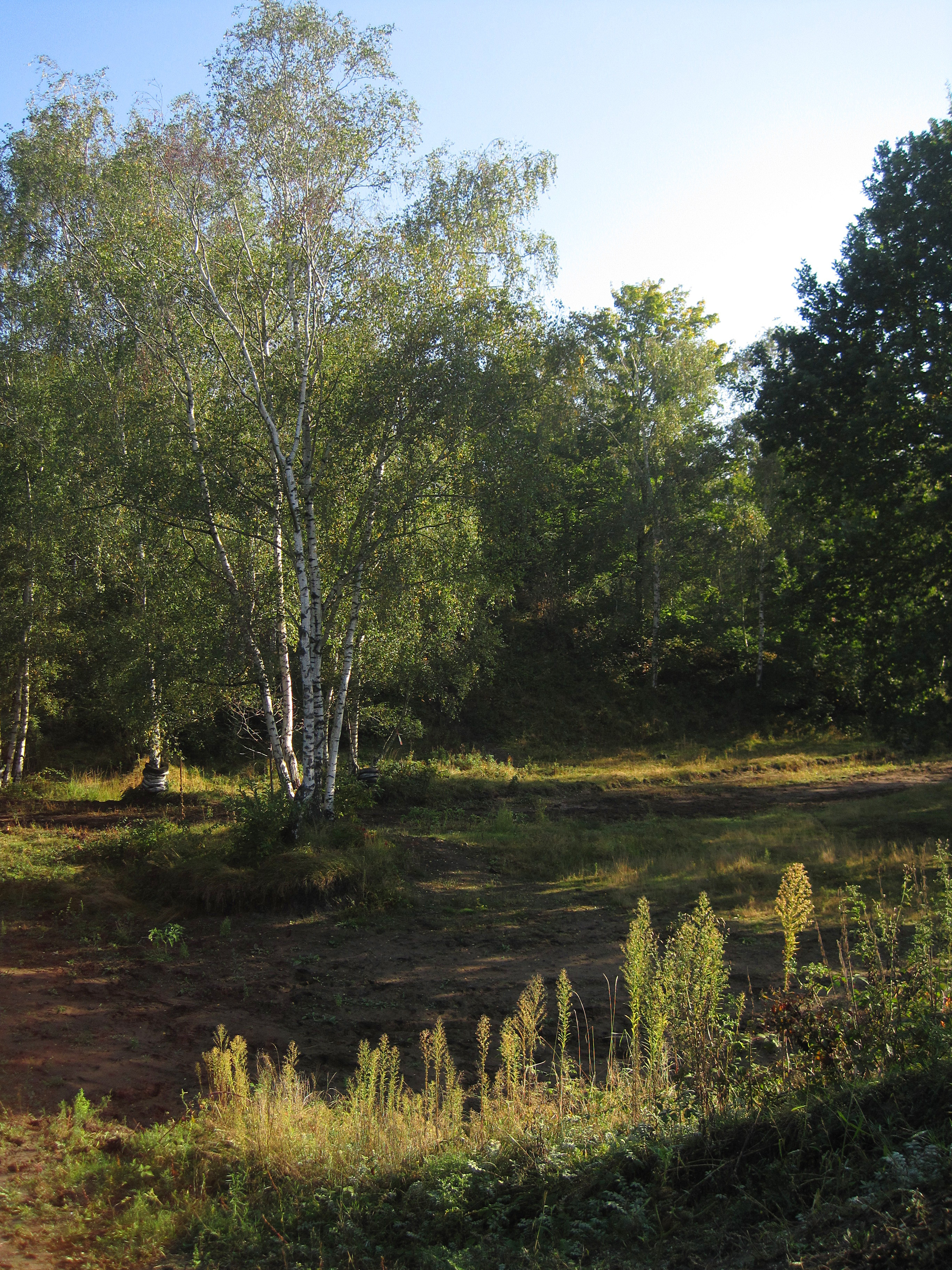
Le Bois Brûlé.

### Culture et folklore
Les Ghlinois sont surnommés en patois local les coupeux d’artoilles (« coupeurs d’orteils »). Ce surnom leur viendrait de la fin du XIXe ou du début du XXe siècle et trouverait son origine dans une violente dispute entre deux voisins du village dont les jardins se trouvaient côte à côte. À un moment de la discussion, l’un des deux protagonistes aurait levé sa pelle et l’aurait violemment plantée en terre. Ce faisant, il aurait coupé le bout de la botte et le gros orteil de son vis-à-vis.
La principale manifestation religieuse est la procession de Notre-Dame du Mouligneau qui se déroule chaque année le jour de la fête de l'Assomption (15 août).

## Enseignement
Outre les écoles primaires libres et communales, le village abrite également une école d’enseignement spécial, le Centre provincial d'enseignement spécial à Mons (CPESM), dépendant de la province de Hainaut, ainsi qu'une école supérieure de logopédie dépendant de la HEPH Condorcet et également une école d'enseignement professionnel (coiffure, puériculture) .

## L'Œuvre Fédérale Les Amis des Aveugles et Malvoyants
L'ASBL Les Amis des Aveugles et Malvoyants trouve son origine dans la fondation en 1885 par Léonard Simonon, un aveugle d'origine namuroise, d'une petite école privée pour enfants aveugles. L'école deviendra provinciale en 1921 sous l'impulsion du député permanent Paul Pastur.
L'association poursuit quant à elle ses activités en accueillant des personnes mal ou non-voyantes et en formant des chiens guides d'aveugles.

## Sports et vie associative

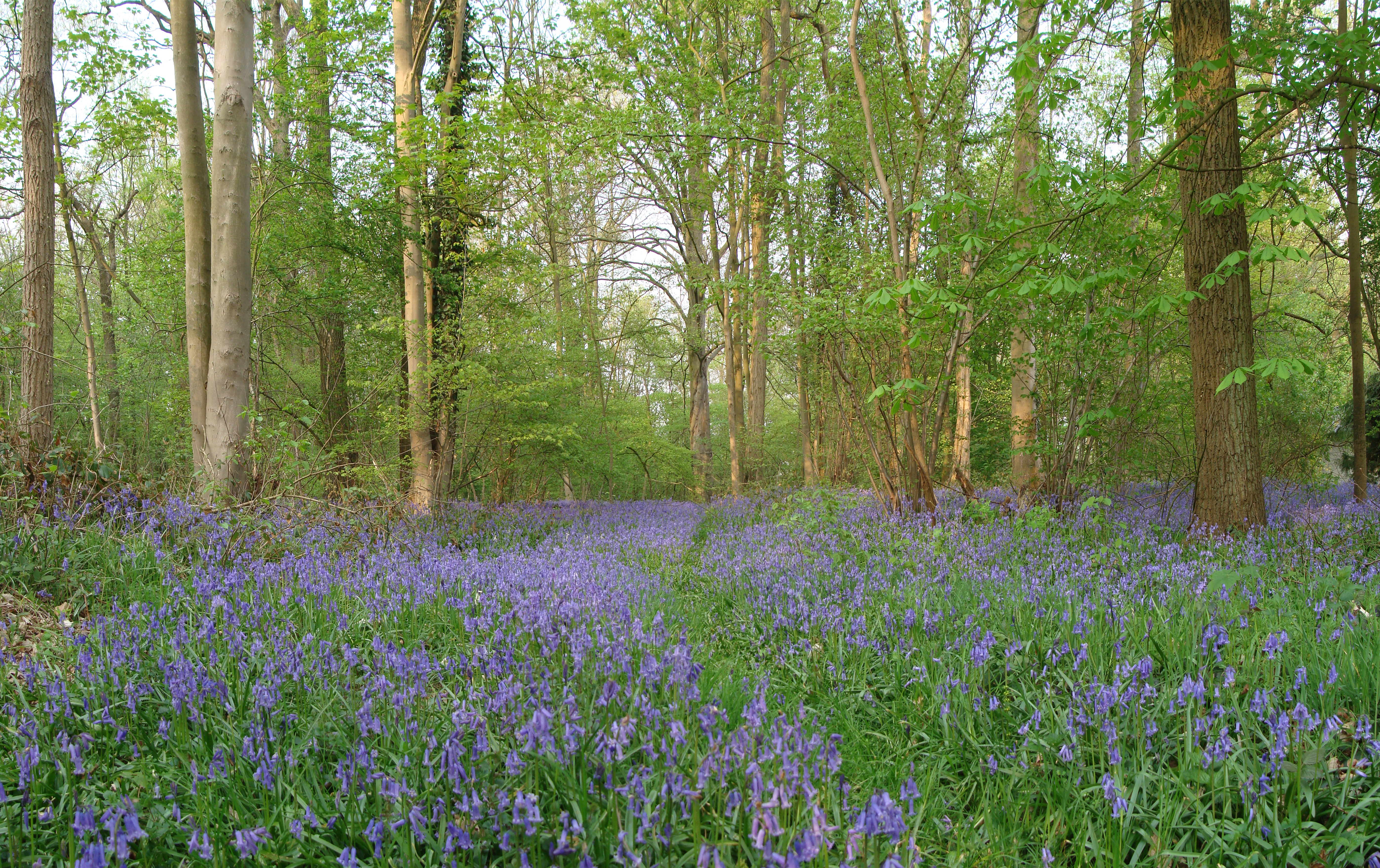
Les jacinthes sauvages du bois de Ghlin en avril

### Sports
Ghlin accueille l’Hippodrome de Wallonie ainsi qu'une compétition annuelle de moto-cross sur le site du Bois Brûlé.

## Personnalités liées à Ghlin
- Bonaventure de Bousies (1755-1831), homme politique et industriel
- Charles Périn (1815-1905), avocat et économiste
- Arthur Bastien (1855-1918), homme politique socialiste
- Charles Plisnier (1896-1952), écrivain lauréat du Prix Goncourt en 1937
- René Pêtre (1911-1976), syndicaliste et ministre social-chrétien
- Robert Garcet (1912-2001), tailleur de pierre, auteur de la tour d'Eben-Ezer à Ében-Émael

### Sources
- Théodore Bernier, Dictionnaire géographique, historique, archéologique, biographique & bibliographique du Hainaut, Hector Manceaux, Mons, 1879 (OCLC 38618585) (rééd. Éditions Culture et Civilisation, Bruxelles, 1982 – (OCLC 11030450))